# Резиновый клей
Резиновый клей — клей на основе натурального или синтетического каучука. Существуют вулканизующиеся клеи, которые склеивают за счёт вулканизации и невулканизующиеся — загустевающие при испарении растворителя. Резиновые клеи применяют для склеивания резиновых и резинотканевых изделий (резиновая обувь, автопокрышки и др.), прорезиненных тканей для крепления резины и металлов.

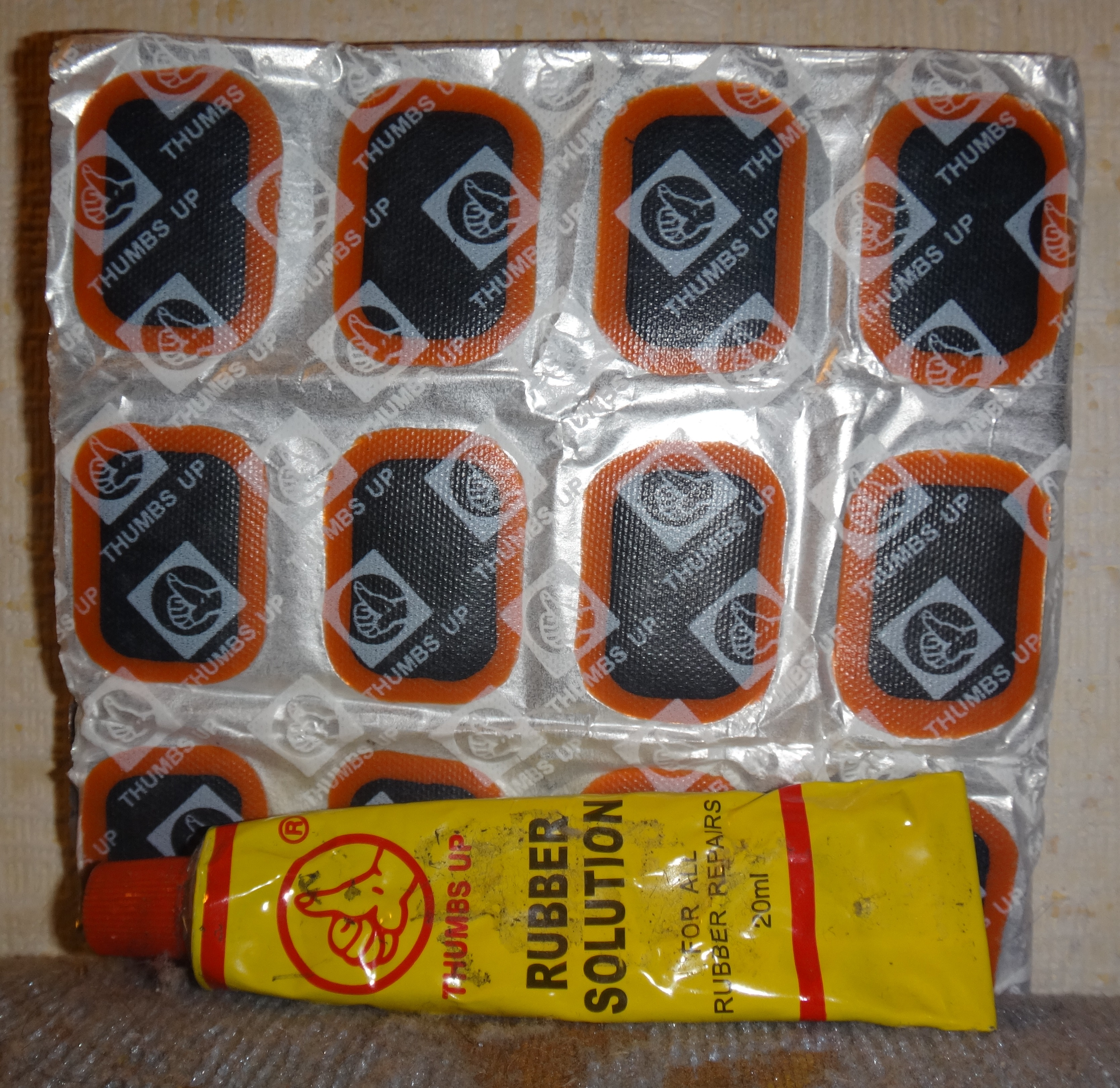
Набор для ремонта велокамеры, включающий в себя заплатки и резиновый клей